# Oxyethira hainanensis
Oxyethira hainanensis är en nattsländeart som beskrevs av Yang och Xue 1992. Oxyethira hainanensis ingår i släktet Oxyethira och familjen smånattsländor. Inga underarter finns listade i Catalogue of Life.